# Sjostedtiella pictipennis
Sjostedtiella pictipennis är en stekelart som beskrevs av André Seyrig 1932. Sjostedtiella pictipennis ingår i släktet Sjostedtiella och familjen brokparasitsteklar. Inga underarter finns listade i Catalogue of Life.